# Antoni Patek
Antoni Norbert Patek (Piaski, 14 giugno 1811 – Ginevra, 1º marzo 1877) è stato un orologiaio e imprenditore polacco naturalizzato svizzero.

## Biografia

### Primi anni e carriera militare
Nato a Piaski (vicino a Lublino) da una famiglia di nobili origini, figlio di Anna Piasecka e Joachim Patek, si trasferì a Varsavia all'età di 10 anni con i genitori. Dopo la morte del padre nel 1827, il giovane Antoni inizia in giovane età a lavorare per mantenere la famiglia.
Il 1º marzo 1828, si arruola nel 1º reggimento di cacciatori a cavallo (cavalleria leggera militare) con la quale combatté nella rivolta di novembre venendo ferito due volte. Il 27 febbraio 1831 fu promosso sottotenente per meriti sul campo e il 3 ottobre 1831 venne decorato con la croce dorata dell'Ordine Virtuti Militari.
Dopo la caduta degli ideali rivoluzionari fu costretto a fuggire dal Paese rifugiandosi in Francia (come molti altri ufficiali polacchi). Da qui fu assoldato dal generale Józef Bem per consentire l'espatrio dei rivoluzionari perseguiti dal governo. In seguito si stabilì in Francia (prima a Cahors e in seguito Amiens) lavorando come tipografo.
Dopo due anni il clima politico divenne sfavorevole (il governo francese su pressione di quello russo iniziò a cercare di rimpatriare gli emigranti rivoluzionari polacchi) e Patek fu costretto a stabilirsi in Svizzera dove si guadagnò da vivere commerciando alcolici a Versoix. In questo periodo seguirà anche dei corsi di pittura tenuti da Alexandre Calame e grazie a questi corsi arriverà a soggiornare brevemente a Parigi dove conoscerà Marie Adélaïde Elisabeth Thomasine Dénizart che sposerà a Versoix il 10 luglio 1839, la coppia avrà tre figli.
Incoraggiato anche dalla fidanzata (e futura moglie) inizierà a fabbricare orologi.

### Orologiaio
Il 1º maggio 1839 Patek e Franciszek Czapek fondarono la Patek, Czapek & Co.  assumendo altri due orologiai polacchi (i fratelli Gostkowski). La compagnia esisterà fino al 1845 quando i due soci si lasceranno a causa di disaccordi, fondando la Patek & Co. e la  Czapek & Co. (che opererà fino al 1869), durante questi anni l'azienda produceva circa 200 orologi l'anno e dava lavoro a 6 dipendenti.
Poco dopo l'uscita di scena di Czapek il posto di socio venne preso dal francese Adrien Philippe e la società venne rinominata Patek Philippe & Co., tuttora operante e considerata tra i migliori fabbricanti di orologi del mondo.

## Morte
Antoni Patek è morto a Ginevra il 1º marzo 1877, il suo corpo è stato sepolto nel cimitero di Chatelaine; nel 1843 aveva acquisito anche la cittadinanza svizzera. Attualmente esiste un museo che porta il suo nome.